# Margrit Knabenhans
Margrit Knabenhans (20 mei 1935) is een Zwitserse voormalige zwemster. Ze nam deel aan de Olympische Zomerspelen van 1952.

## Belangrijkste resultaten

### Olympische Zomerspelen
| Jaar | Plaats   | Discipline | Onderdeel            | Resultaat |
| ---- | -------- | ---------- | -------------------- | --------- |
| 1952 | Helsinki | zwemmen    | 200 m schoolslag (v) | 28e       |